# Tổng đài điện thoại đầu tiên
Tổng đài điện thoại đầu tiên là một địa điểm lịch sử nằm ở New Haven, Connecticut. Đây là tổng đài điện thoại thương mại đầu tiên trên thế giới. Tổng đài được thành lập bởi George W. Coy, chủ sở hữu của Công ty Viễn thông Khu New Haven (District Telephone Company of New Haven). Năm 1878, Coy đã xây dựng tổng đài điện thoại thương mại đầu tiên trên thế giới. Tháng 1 cùng năm, ông cùng với Herrick P. Frost và Walter Lewis thành lập Công ty Viễn thông Khu New Haven. Công ty phát triển nhanh chóng và dần phủ sóng phần lớn miền nam New England. Năm 1882, công ty đổi tên thành Viễn thông Nam New England (Southern New England Telephone, viết tắt SNET). Công ty được SBC Communications mua lại vào năm 1986.
Tổng đài điện thoại đầu tiên được đặt tại Tòa nhà Boardman ở New Haven. Tòa nhà sau đó được công nhận là Di tích Lịch sử Quốc gia vào ngày 29 tháng 1 năm 1964. Năm 1968, Ủy ban Tái phát triển New Haven mua lại tòa nhà với ý định phá bỏ nó và xây dựng một điểm đỗ xe thay thế. Tòa nhà bị phá bỏ và mất danh hiệu NRHP vào năm 1973.

## Lịch sử
George Willard Coy tham dự buổi thuyết trình của Alexander Graham Bell tại Nhà hát Opera Skiff ở New Haven vào ngày 27 tháng 4 năm 1877. Cuộc thảo luận của Bell về tổng đài điện thoại thương mại đã truyền cảm hứng cho ông. Vào ngày 3 tháng 11 năm 1877, Coy đăng ký (và nhận) nhượng quyền thương mại từ Công ty Điện thoại Bell cho các hạt New Haven và Middlesex với thỏa thuận rằng Bell sẽ sở hữu 35% công ty. Coy hợp tác với Walter Lewis, giám đốc của Công ty Đồng hồ New Haven, và Herrick Frost để thành lập Công ty Viễn thông Khu New Haven vào ngày 15 tháng 1 năm 1878. Vào ngày 28 tháng 1, công ty thành lập tổng đài điện thoại đầu tiên trên thế giới đặt tại Tòa nhà Boardman ở New Haven. Công ty bắt đầu đi vào hoạt động với chỉ 21 khách hàng nhưng đến ngày 21/2, số lượng thuê bao đã lên tới 50. Vào ngày 21 tháng 2, công ty đã phát hành một cuốn sổ để lưu lại thông tin các thuê bao khách hàng. Đây được coi là danh bạ điện thoại đầu tiên.
Công ty phát triển với tốc độ rất nhanh. Đến năm 1880, công ty đã có được toàn bộ thị phần ở Connecticut và Tây Massachusetts. Công ty được đổi tên thành Viễn thông Connecticut, sau đó là Viễn thông Nam New England (SNET) vào năm 1882. SNET tiếp tục hoạt động ở miền Nam New England trong hơn 100 năm trước khi được SBC Communications mua lại vào năm 1986.
Tòa nhà Boardman được công nhận là Di tích lịch sử quốc gia vào ngày 29 tháng 1 năm 1964. Đến năm 1968, Tòa nhà Boardman (đến thời điểm này được gọi là Tòa nhà Metropolitan) đã được Cơ quan Tái phát triển New Haven mua lại với ý định phá bỏ nó và xây dựng một khu đỗ xe thay thế. Tòa nhà Metropolitan bị phá bỏ vào năm 1973. Tòa nhà cũng bị xóa tên khỏi NRHP ngay sau đó.